# NGC 2333
NGC 2333 este o galaxie spirală situată în constelația Gemenii. A fost descoperită în 4 februarie 1793 de către William Herschel. Se află la o distanță de 66,99 de megaparseci de Pământ.